# ديفيد غلاس (سياسي كندي)
ديفيد غلاس هو سياسي كندي، ولد في 20 يوليو 1829 في Westminster, Middlesex County, Ontario ‏ في كندا، وتوفي في 17 يوليو 1906 في سبوكين في الولايات المتحدة. نشط حزبياً في حزب كندا المحافظ. وقد انتخب عضو مجلس العموم الكندي.